# غيرغو كوكسيس
غيرغو كوكسيس (بالمجرية: Kocsis Gergő) هو لاعب كرة قدم مجري، ولد في 7 مارس 1994 في بودابست في المجر. لعب مع نادي شتوتغارت.

## وصلات خارجية
- غيرغو كوكسيس على موقع اتحاد المجر (الهنغارية)
- غيرغو كوكسيس على موقع قاعدة بيانات كرة القدم.إي يو (الإنجليزية)
- غيرغو كوكسيس على موقع Soccerway.com (الإنجليزية)